# Susanne Brandt

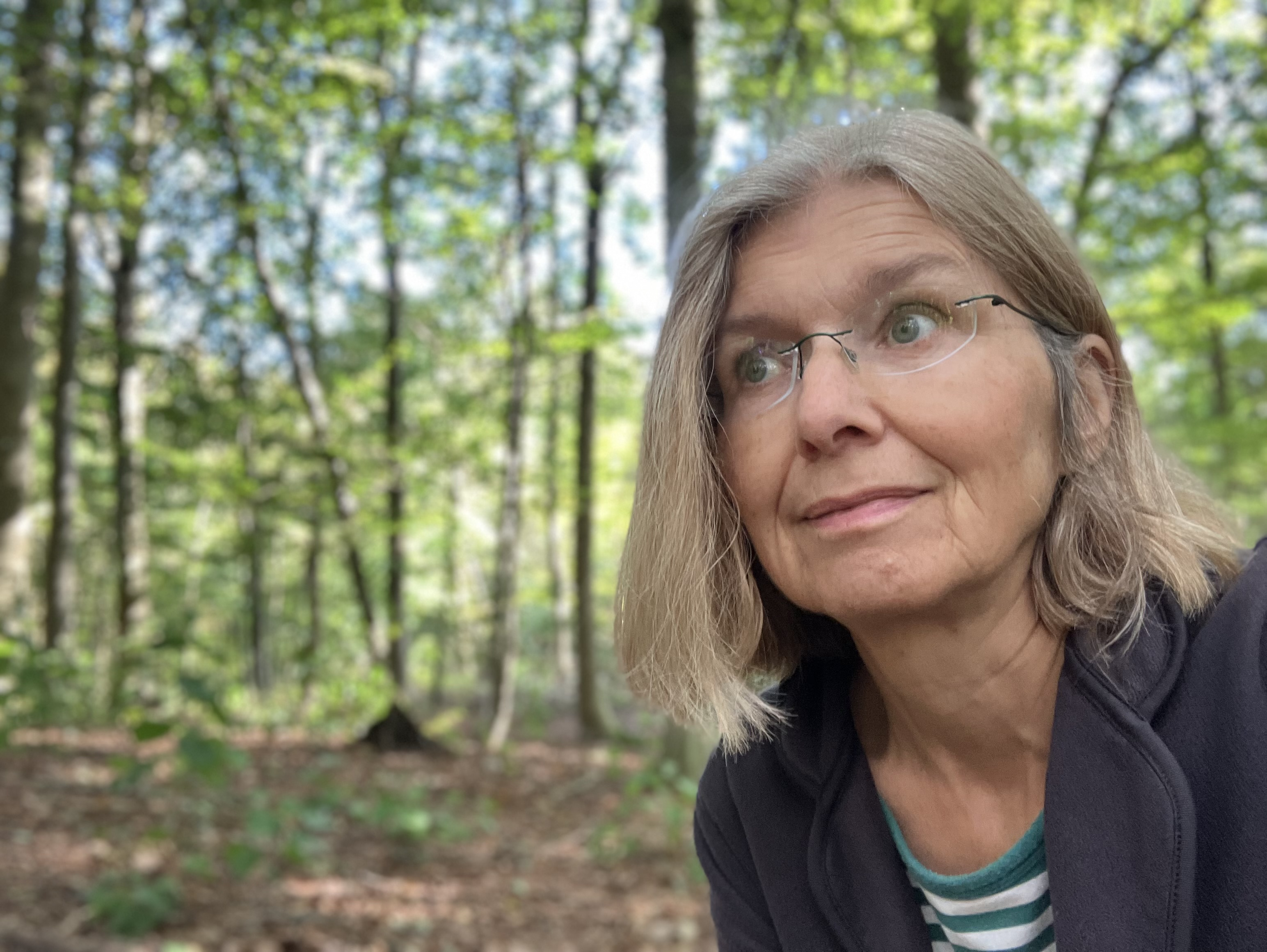
Susanne Brandt

Susanne Brandt (* 6. Februar 1964 in Hamburg) ist eine Bibliothekarin, Autorin, Freiluftpoetin, Bloggerin und Kulturvermittlerin.

## Werdegang
Nach dem Studium des Bibliothekswesens (FH) in Hamburg und Stuttgart (1983–1987) erfolgten berufsbegleitend Qualifikationen zur kulturellen und sozialen Arbeit: u. a. in Kulturwissenschaften (Fernuni Hagen), als Rhythmikpädagogin (BWR) und für bibliotherapeutische Ansätze in der Lese- und Sprachförderung. Sie beteiligte sich von 2005 bis 2014an der UN-Dekade Bildung für nachhaltige Entwicklung (BNE). Sie ist Mit-Unterzeichnerin der Erd-Charta. In den Folgejahren ab 2015 fand BNE zunehmend Eingang in ihre haupt- und freiberuflichen sowie ehrenamtlichen Tätigkeiten, begleitet von weiteren Qualifikationen für Nachhaltigkeitsmanagement (Hamburger Fern-Hochschule), für interkulturelle Musikpraxis (Tontalente e.V. in Kooperation mit Musikhochschule Lübeck), für Erzählen in/von der Natur (Storytelling & Naturverbindung bei Momo Heiß, Eva Ritter u. a.), für Korczak-Pädagogik (Hochschule Koblenz) wie zur Bildungsreferentin für nachhaltige Entwicklung (Institut für Nachhaltigkeitsbildung).
Zu den regelmäßigen Tätigkeiten im Ehrenamt für diesen Bereich wirkt sie u. a. in der Jury für die nationale UNESCO-Auszeichnung BNE2030 mit, bietet Erzählen, Singen und Kamishibai für alle Generationen an und engagiert sich für zivilgesellschaftliche Initiativen und Organisationen, wie z. B. zur Vorbereitung der ökumenischen Friedensdekade und zur Begleitung und Unterstützung von Geflüchteten.
Außerdem wirkt Brandt neben ihrer bibliothekarischen Tätigkeit freiberuflich als Referentin an verschiedenen Instituten, als Autorin von Fachpublikationen sowie von Gedichten, Kurzprosa, Essays, Liedern, Nachdichtungen und Musikstücken für Kinder und Erwachsene und betreibt die Plattform Waldworte. Ihre Buch- und Beitragsveröffentlichungen sind bei verschiedenen Verlagen auch teilweise in Übersetzungen erschienen. Sie ist u. a. Mitglied der Textautoren- und Komponistengruppe TAKT, der europäischen Autorenvereinigung „Die Kogge“, der Deutschen Korczak Gesellschaft e.V. und bei Pan y Arte.
Hauptberuflich ist sie nach mehrjährigen Tätigkeiten in Cuxhaven und Westoverledingen/Ostfriesland seit Sommer 2011 bei der Büchereizentrale Schleswig-Holstein beschäftigt. Sie lebt in Lübeck.

## Auszeichnungen und Nominierungen

### Im Bereich Lyrik und Kurzgeschichten
- Kunstpreis Bad Zwischenahn 2006 und 2008 ("Poesie im Wind" und "Klangwelten am Meer", nominiert)
- Schreibwettbewerb der Stadt Schwerin 2009 für "Grünes Glas vor Augen"
- Schleswig-Holsteinischen Schreibwettbewerb Butter bei die Fische. So schreibt der Norden 2014
- Internationalen Lyrikbewerb Baden bei Wien 2014 (3. Platz) für das Gedicht Da ist noch Land
- Mountain stories Wettbewerb 2014/2015 in Lana/Italien
- Geschichtenwettbewerb 2016 der „Aktion Deutschland hilft“ als Gewinnerin in der Kategorie „Gedicht“ für den Text Wir üben Futur[2]
- Schreibwettbewerb der „Literaturtage im Oberpfälzer Jura 2016“ zum Thema „Heimat und Zufluchtsort“ mit dem Gedicht Viele Geschichten fangen an Flüssen an (Anerkennungspreis)
- Sola scriptura 2017 in Wittenberg, 2. Preis für das Gedicht Was ich nicht kann[3]
- Hildesheimer Literaturwettbewerb 2017 (Hauptpreisträgerin)
- Schreibwettbewerb „Lebensbegleitendes Lernen“ 2024 (nominiert mit „lieben und lernen“)[4]
- Literaturwettbewerb der Bonner Buchmesse Migration 2024 mit der Kurzgeschichte "Zwei Menschen, ein Tisch" (auf Bestenliste für Anthologie)

### Im Bereich Lied und Musik
- Paul-Gerhardt-Liederwettbewerb 2007
- Liedwettbewerb zur Lutherdekade im Themenjahr Religion und Musik 2012
- Liederwettbewerb Neues geistliches Lied – Ostern und Pfingsten der Evangelisch-lutherischen Landeskirche Hannovers 2012
- Liedwettbewerb „Dein Reformationslied“ von ekd/dekt 2015
- Wettbewerb „Thomaslied“ des ev.-ref. Kirchenkreises Liebefeld/Schweiz 2015[5]
- Ökumenischer Liedwettbewerb 2021[6] (3. Preis)
- Wettbewerb Climateproject[7] 2021 für das Lied Denk dir die Welt nicht zu klein (1. Preis)
- Tauflieder-Wettbewerb[8] der EKBO 2023 für das Lied Nun hüpft das Leben  (3. Preis)

## Publikationen (Auswahl)

### Pädagogische Praxisbücher
- Die Erde ist ein großes Haus. Das Praxis-Set mit Mutmachgeschichten und 32 Bildkarten für die faire Kita. Bildung für nachhaltige Entwicklung, München 2020 ISBN 978-3-7698-2471-1
- mit Armin Krenz und Reinhard Horn: Märchen-Lieder-Zeit, Lippstadt 2019 ISBN 978-3-89617-318-8
- mit Klaus-Uwe Nommensen: Im Vertrauen wachsen. Don Bosco, München 2019 ISBN 978-3-7698-2416-2
- Mein Erzähltheater Kamishibai. Religion entdecken mit Bildern und Geschichten. Don Bosco, München 2017 ISBN 978-3-7698-2246-5.
- Mein Erzähltheater Kamishibai. Erzählen mit Musik und Klang für Kinder von 3-8. Don Bosco, München 2016, ISBN 978-3-7698-2230-4.
- Mein Erzähltheater Kamishibai Deutsch lernen mit Liedern und Geschichten. Don Bosco, München 2016, ISBN 978-3-7698-2263-2.
- mit Helga Gruschka: Mein Kamishibai Das Praxisbuch zum Erzähltheater. Don Bosco, München 2012, ISBN 978-3-7698-1957-1
- Bibelgeschichten zum Nachspielen und Mitmachen. Don Bosco, München 2012. ISBN 978-3-7698-1926-7
- Erzählen und Entdecken. Lebendige Spracherfahrungen mit Naturgeschichten. Simon, Berlin 2010, ISBN 978-3-940862-18-1.
- Kinder erleben Abraham. Don Bosco, 2007, ISBN 978-3-7698-1643-3.
- Montags im Advent. KONTAKTE Musikverlag, 2007, ISBN 978-3-89617-206-8.
- Neue Lieblingslieder nach bekannten Melodien. Don Bosco, 2007, ISBN 978-3-7698-1609-9.
- Geschichten und Gedichte zur Sprachförderung. Don Bosco, 2005, ISBN 978-3-7698-1516-0.
- Im Kindergarten Bilderbücher erleben. Persen, 2005, ISBN 978-3-8344-4260-4.
- Kinder erleben Jesus Claudius, 2002, ISBN 978-3-532-62279-7.
- Der Frühlings-Spielplatz. Don Bosco, 2000, ISBN 978-3-7698-1200-8.
- Die Weihnachtsbühne. Don Bosco, 1999, ISBN 978-3-7698-1160-5.
- Kinder erleben Gedichte. Don Bosco, 1998, ISBN 978-3-7698-1080-6.
- Sieben kleine Glitzersteine. Don Bosco, 1996, ISBN 978-3-7698-0894-0.

### Fachliteratur
- mit Kerstin Keller-Loibl: Leseförderung in Öffentlichen Bibliotheken. De Gruyter, 2014, ISBN 978-3-11-033688-7.
- Gedankenflüge ohne Illusion. Janusz Korczak als Impulsgeber für die dialogische Begegnung mit Kindern. (= Schriftenreihe des Zentrums für Literatur in der Phantastischen Bibliothek Wetzlar Bd. 10). Herausgegeben von Thomas Le Blanc, Wetzlar 2010.
- Lauschen und Lesen. Hörerlebnisse in der Sprach- und Leseförderung von Kinderbibliotheken. Simon, Berlin 2009, ISBN 978-3-940862-06-8.

### Biografisches, Musikalisches und Literarisches
- Hildesheimer Schöpfungslieder: "In jedem Ton Staunen und Freude" und "Bruder Sonne". In der Vertonung von Michael Čulo. Verlag Strube, München 2025

- Gesang auf verletzter Erde. Lieder und Texte für Frieden, Gerechtigkeit und Bewahrung der Schöpfung. Verlag Strube, München 2025

- Was können wir noch singen? Neue Texte auf alte Melodien von Susanne Brandt (Liederheft und Chorheft). Verlag Strube, München 2023
- Es bleiben Dinge unfassbar. Lieber vom Leben mit Texten von Susanne Brandt. Verlag Strube, München 2022
- Der Himmel bleibt weit. Lieder und Andachten. Verlag Singende Gemeinde, Wuppertal 2016, ISBN 978-3-87753-161-7.
- Das Tagebuch des Klaus Seckel. Anfang und Ende einer Kindheit an der Quäkerschule Eerde. Simon, Berlin 2011, ISBN 978-3-940862-14-3.
- Ich bin eine freie Friesentochter. Hebus-Verlag, 2004, ISBN 978-3-935083-21-8.
- Sei willkommen, liebe Taube. Verlag Werkstatt Kreuz und Quer, 2000, ISBN 978-3-9805547-8-7.

### Bilderbücher und Kamishibai-Geschichten für Kinder
- Stille Nacht, heilige Nacht: Ein Lied geht um die Welt. Bilderbuch. Vermes Verlag, 2025, ISBN 978-3-903553-16-3
- Benno Bär und das Brummdidum. Bilderbuchgeschichte für Kamishibai. Ill. von Margret Russer. München 2024
- Benno Bär. Geschichte mit Spielfiguren für die Erzählschiene. Ill. von Margret Russer. München 2021
- Ester hilft ihrem Volk. Kamishibai Bildkartenset. München 2020
- Postbote Willi, Pirat und der geheimnisvolle Weihnachtsbrief. Kamishibai – Adventskalender, ill. v. Anne Marie Braune, München 2019
- Als Santa Claus mit dem Schlitten kam. München 2018, ISBN 978-3-7698-2387-5.
- Die drei Schmetterlinge. Mini-Bilderbuch. München, 2016. ISBN 978-3-7698-2222-9.
- Mein Mini-Bilderbuch: Martin Luther. Ill. von Gertraud Funke, München 2016, ISBN 978-3-7698-2264-9.
- Franziskus und die erste Weihnachtskrippe. Mini-Bilderbuch, München 2015, ISBN 978-3-7698-2193-2.
- Flaschenpost von Puk. Ein Strandmärchen. Flensburg 2014, ISBN 978-3-938500-13-2.
- Ihr Kinderlein kommet. Mini-Bilderbuch. München, 2014, ISBN 978-3-7698-2119-2.
- Die Geschichte von Martin Luther. Mini-Bilderbuch. München 2013, ISBN 978-3-7698-2008-9.
- Benno Bär. Mini-Bilderbuch. München 2013, ISBN 978-3-7698-2040-9.
- Kinder-Bibelgeschichten. Don Bosco, 2011, ISBN 978-3-7698-1870-3.
- Elefantenlieder für kleine Mäuse. KONTAKTE Musikverlag, 2010 ISBN 978-3-89617-239-6.
- Was macht das Licht den ganzen Tag? Kreuz & Quer, Papenburg, 2010 ISBN 978-3-938500-08-8.
- Wie gut, dass Mia Möwen mag. Eine Vogelkunde in Bildern, Briefen und Gedichten. Papenburg 2009, ISBN 978-3-938500-07-1.
- Was im Zwergenwald geschah. Verlag Werkstatt Kreuz und Quer, 2006, ISBN 978-3-938500-04-0.
- Hörst du die Muscheln tuscheln? Verlag Werkstatt Kreuz und Quer, 2004, ISBN 978-3-9805547-2-5.
- Die Luftschaukel. Verlag Werkstatt Kreuz und Quer, 2003, ISBN 978-3-9805547-5-6.
- Von Haus zu Haus durch Betlehem. Bernward bei Don Bosco, 2001, ISBN 978-3-7698-1316-6.